# Hauptamt für Technik in der NSDAP
Das Hauptamt für Technik in der NSDAP war eine Parteidienststelle der NSDAP. Sie wurde am 31. Mai 1934 als Amt für Technik gegründet und 1936 in Hauptamt für Technik umbenannt. Vorgängerdienststellen des Amts für Technik waren die im November 1931 eingerichtete Ingenieur-Technische Abteilung (ITA) bei der Reichsleitung der NSDAP und die seit November 1932 bestehende Unterkommission für Wirtschaftstechnik der politischen Zentralkommission der NSDAP (U III B der PZK der NSDAP). Leiter des Amts war seit 1934 Fritz Todt, der vorher auch Leiter der ITA war, nach dessen Tod 1942 dann Albert Speer.
Das (Haupt-)Amt für Technik unterstand der Reichsleitung der NSDAP und damit dem Stabsleiter der Politischen Organisation der NSDAP (später in Reichsorganisationsleiter umbenannt). Diese Position wurde seit 1932 von Robert Ley besetzt.
Der Leiter des (Haupt-)Amts für Technik war in Personalunion Reichswalter des NS-Bundes Deutscher Technik (NSBDT), der Nachfolgeorganisation des 1933 aufgelösten Kampfbund Deutscher Architekten und Ingenieure. Neben der Betreuung des NSBDT hatte das Amt für alle NSDAP-Dienststellen beratende Funktion in technischen Fragen.
Mit dem Kontrollratsgesetz Nr. 2 (Auflösung und Liquidierung der Naziorganisationen) vom 10. Oktober 1945 wurde das Hauptamt für Technik durch den Alliierten Kontrollrat verboten und dessen Eigentum beschlagnahmt.